# Paolo Borrometi
Paolo Borrometi (Ragusa, 1º febbraio 1983) è un giornalista e scrittore italiano.

## Biografia
Laureato in Giurisprudenza, inizia l'attività giornalistica nel 2010 collaborando con il Giornale di Sicilia. Diviene giornalista pubblicista dal gennaio 2013 e professionista dal gennaio 2017.
Dal primo luglio del 2013 collabora con l'AGI (Agenzia Giornalistica Italia) per la provincia di Ragusa. Nel settembre del 2013 fonda la testata giornalistica di inchieste online LaSpia.it.
L'attività del sito costa a Borrometi, sin da subito, svariate minacce dalla criminalità organizzata ragusana e siracusana.
Una sua inchiesta giornalistica, pubblicata sulla testata online, contribuisce allo scioglimento del comune di Scicli per infiltrazioni mafiose.
Il 16 aprile del 2014 viene aggredito da incappucciati e l'aggressione gli provoca una grave menomazione alla mobilità della spalla.
Da agosto 2014, a causa delle continue minacce e dopo l'incendio della porta di casa, vive sotto scorta dei Carabinieri.
Il Presidente della Repubblica Sergio Mattarella, con un motu proprio, gli ha conferito, il 21 dicembre del 2015, l'onorificenza di Cavaliere dell'Ordine al merito della Repubblica italiana.
Altre sue inchieste sul sito laspia.it hanno riguardato il commissariamento per mafia di Italgas (la prima azienda quotata in borsa ad essere oggetto di questo provvedimento da parte del Tribunale di Palermo), il Mercato ortofrutticolo di Vittoria (il più grande del sud Italia) e i trasporti su gomma gestiti dai Casalesi dai Mercati Ortofrutticoli. E poi ancora la presenza mafiosa nel sudest siciliano di Cosa Nostra fino ad un'inchiesta giornalistica sulle "vie della droga dal Porto di Gioia Tauro fino alla provincia di Ragusa" (che anticiperà di qualche settimana la morte di un presunto boss della 'ndrangheta, Michele Brandimarte, il 14 dicembre del 2014 proprio nella città di Vittoria). Dal 2016 Borrometi, sulla testata giornalistica che dirige, pubblica inchieste sulla mafia siracusana. Alcune inchieste hanno riguardato i rapporti tra mafia e politica, come nel caso dei comuni di Pachino ed Avola ed altre piazze di spaccio a Siracusa.
Per questa motivazione l'AGI nel 2016 lo ha trasferito da Ragusa a Roma. 
Anche a Roma continua a ricevere pesanti minacce di morte anche sui social network.
Solidarietà gli è stata espressa dalle più alte cariche dello Stato: dal Presidente della Repubblica, Sergio Mattarella, che lo ha ricevuto al Quirinale, dal Presidente del Senato della Repubblica, Pietro Grasso, che ha più volte manifestato la sua vicinanza al giornalista
 e lo ha ricevuto a Palazzo Madama, oltre al Presidente del Consiglio dei Ministri, Paolo Gentiloni.
Il Presidente della Regione Siciliana, Rosario Crocetta, a nome della Giunta, gli ha conferito, il 15 maggio del 2017, la Medaglia d'oro di benemerenza della Regione Siciliana. L'onorificenza gli è stata riconosciuta con la motivazione ufficiale: "per il coraggio e la determinazione nel portare avanti la professione malgrado le innumerevoli minacce ricevute dalle cosche mafiose del suo territorio".
Il Presidente del Consiglio Regionale della Toscana, Eugenio Giani, il 29 settembre del 2017 gli ha conferito il "Pegaso" (onorificenza della Regione) per "l'impegno civile in favore della legalità e contro le mafie".
Il Procuratore aggiunto della Direzione Distrettuale Antimafia di Catania, Carmelo Petralia, che indaga sulla mafia delle province di Siracusa e Ragusa, nel dicembre del 2017 ha lanciato un ulteriore allarme sui rischi per la vita di Borrometi, in un'intervista, dicendo che "se c'è un giornalista che rischia la vita in Italia, questo è Paolo Borrometi". 
È presidente di Articolo 21, liberi di... dal 21 dicembre del 2017. È presidente e direttore della Scuola di formazione Politica Piersanti Mattarella  dal 21 marzo 2025.
Il 10 aprile del 2018, nell'ordinanza del Gip di Catania, viene reso pubblico il tentativo di attentato di Cosa Nostra, con particolari agghiaccianti, nei confronti di Paolo Borrometi. L'attentato al giornalista, secondo quanto si legge nell'ordinanza che ha condotto all'arresto di quattro persone, doveva essere realizzato dal clan Cappello di Catania su richiesta del clan Giuliano di Pachino.
Il 29 aprile del 2018, a seguito dell'attentato scoperto di Cosa Nostra ai suoi danni, Papa Francesco ha ricevuto in udienza privata il giornalista, manifestandogli la sua solidarietà ed assicurando la sua preghiera. È assunto dall'emittente della CEI TV2000 a partire dal 1º settembre 2018.
Borrometi è stato finalista, nel 2018, del "Press Freedom Awards" di Reporters Without Borders (RSF).
Borrometi è anche editorialista del giornale Il Tempo, di Articolo 21 (liberi di...) e di Libera Informazione.
Fa parte del gruppo stampa della Fondazione Caponnetto e della consulta della Legalità della Cgil nazionale. La Cgil gli ha riconosciuto la tessera onoraria al Congresso del 2019, così come la Uil.
È cittadino onorario di Palermo, Romentino (Novara), Candiolo (Torino), Bracciano (Roma), Vinovo (Torino), Alcamo (Trapani), Scordia (Catania) e Barberino Tavarnelle (Firenze). Nel febbraio 2019 è eletto consigliere della Federazione Nazionale della Stampa.
Diviene vicedirettore dell'AGI dal primo ottobre 2019. 
Il 6 marzo 2023 è nominato condirettore dell'Agenzia Giornalistica Italia.
Il 21 marzo 2025 diventa Presidente della Scuola di formazione politica Piersanti Mattarella.

## Minacce
Il 4 aprile 2017 il Tribunale di Ragusa ha condannato per minacce gravi e di morte, aggravate dalla violenza privata e dalla recidiva nei confronti di Paolo Borrometi, il boss Giambattista Ventura. Ventura era stato rinviato a giudizio il 26 maggio 2016 dal Giudice per l'Udienza preliminare del Tribunale di Catania, Francesca Cercone (come richiesto dalla Direzione Distrettuale Antimafia di Catania). Ventura è considerato il reggente del clan "Carbonaro-Dominante" di Vittoria (Ragusa). Il boss Giambattista Ventura, fratello del capomafia Filippo (in carcere per mafia), aveva minacciato più volte di morte Borrometi, affermando pubblicamente: "Ti scippu a testa, d'ora in avanti sarò il tuo peggiore incubo e poi ci incontreremo nell'aldilà. Ci vediamo anche negli uffici della Polizia, tanto la testa te la scippu u stissu”. Ventura è già stato condannato, con sentenza passata in giudicato, per reati gravissimi come omicidio, concorso in omicidio ed estorsioni. Il 17 giugno 2020 la prima sezione penale della Corte d'Appello di Catania ha confermato la condanna a un anno e dieci mesi per minacce di morte, tentata violenza privata aggravata dal metodo mafioso nei confronti del vice direttore dell'Agi, Paolo Borrometi. Il 7 dicembre 2021 la sentenza del boss Ventura è diventata definitiva con la conferma della Corte di cassazione. 
Il 2 luglio 2018 il Tribunale di Siracusa ha condannato per minacce mafiose, tentata violenza privata aggravata dall'aver favorito la mafia, a due anni e otto mesi Francesco De Carolis, fratello del boss Luciano (già condannato per mafia quale esponente di spicco del clan "Bottaro-Attanasio" di Siracusa). Francesco De Carolis, il 19 novembre 2017, ha minacciato di morte Borrometi, a seguito di una inchiesta giornalistica. Francesco De Carolis ha inviato al giornalista siciliano un audio nel quale affermava "Gran pezzo di m…, carabiniere, appena vedo di nuovo la mia faccia, di mio fratello, in un articolo tuo ti vengo a cercare fino a casa e ti m…". La Procura Distrettuale Antimafia di Catania ha arrestato De Carolis il 25 novembre 2017 con l'accusa di tentata violenza privata aggravata dal metodo mafioso nei confronti Paolo Borrometi. Il 20 settembre 2022 la condanna è diventata definitiva dopo il passaggio in Appello ed in Cassazione. 
Il 1º febbraio 2018 il capomafia siracusano Salvatore Giuliano ed il figlio Gabriele sono stati rinviati a giudizio dal Gup di Catania Carlo Cannella, per tentata violenza privata e minacce di morte, aggravate dal metodo mafioso e dall'appartenenza al clan, ai danni del giornalista dell'Agi Paolo Borrometi. Salvatore Giuliano, già condannato per svariati reati e per mafia nella qualità di capo dell'omonimo clan, aveva più volte minacciato di morte il cronista a seguito di alcuni suoi articoli d'inchiesta. "Ti rompo il c.... sono Salvatore Giuliano, non toccare la mia persona e la mia immagine soprattutto": sono solo una parte delle minacce pubbliche del boss contro il giornalista. Ammesse le parti civili: oltre al giornalista Borrometi, l'Ordine nazionale e quello regionale della stampa, la Federazione nazionale della stampa e l'Assostampa siciliana, assistiti dai legali Vincenzo Ragazzi e Nino Caleca. L'accusa è sostenuta dal sostituto procuratore della Dda di Catania, Alessandro Sorrentino. Il 9 gennaio 2023 il Tribunale di Siracusa ha condannato il capomafia al 41-bis, Salvatore Giuliano ed il figlio Gabriele per minacce aggravate dal metodo e dall'appartenenza mafiosa.
Il 7 giugno 2018 il giudice del Tribunale di Ragusa, Filippo Morello, ha condannato (con rito abbreviato) alla pena di quattro mesi di reclusione Giovanni Giacchi, riconosciuto colpevole delle minacce gravi al giornalista Paolo Borrometi. L'uomo è stato condannato anche a risarcire la parte civile con la somma di duemila euro. Il giudice sostiene in sentenza che non vi sia dubbio sul fatto che sia stato proprio Giacchi a minacciare il giornalista dopo un articolo, scrivendo: "Caro amico fatti una risata perché domani si potrebbe parlare di te in chiesa". Il tenore del messaggio, secondo il giudice costituisce una minaccia grave "perché l’articolo in questione riguarda un soggetto legato alla criminalità organizzata e il commento appare in difesa di questo soggetto". Sentenza confermata in Appello e in via definitiva.
Il 28 settembre 2018 il Tribunale di Ragusa ha condannato (a un anno e otto mesi) per minacce mafiose con l'aggravante dell'aver favorito la mafia Venerando Lauretta, boss di spicco del clan "Carbonaro-Dominante" di Vittoria. Il processo a Venerando Lauretta, già condannato per mafia, prende il via il 30 novembre 2016 quando il pm della direzione distrettuale antimafia di Catania, Valentina Sincero, chiede il rinvio a giudizio con l'accusa di minacce aggravate dal metodo mafioso, dalla continuità e dalla recidiva e formulate attraverso social network. Lauretta, considerato elemento di spicco della "Stidda" vittoriese, scriveva: "Metterò il tuo cuore in padella e me lo mangerò, ti verrò a trovare anche a Roma pure che non vali i soldi del biglietto..." e poi "ti accecherò con le mie mani, non ti salverà neanche Gesù Cristo. Ti faccio passare la voglia di vivere, ho preso la mia decisione, di giocarmi la mia libertà. Anche se mi arrestano, c'è chi viene a cercarti". Il 6 marzo 2017 il gip Anna Maggiore ha disposto il rinvio a giudizio. Federazione nazionale della Stampa e Ordine nazionale e regionale dei giornalisti annunciano la costituzione di parte civile, come pure il Comune di Vittoria. Il 26 maggio 2017 si apre il processo dinanzi al tribunale collegiale di Ragusa composto dai giudici Vincenzo Panebianco, presidente, a latere Elio Manenti e Francesca Aprile che, appunto, lo condanneranno il 28 settembre 2018 al massimo della pena. Il 12 maggio 2023 la Corte d'Appello di Catania ha confermato la condanna a Lauretta. Il 10 aprile 2024 la sentenza è diventata definitiva con la pronuncia della Corte di Cassazione. 
Il 18 settembre 2020 il Tribunale di Ragusa ha condannato per insulti e minacce il pluripregiudicato di Avola (Siracusa) Sebastiano Casto. Quattro mesi di carcere senza il beneficio della sospensione condizionale della pena, proprio a causa delle sue condanne precedenti. Casto aveva insultato Borrometi a seguito di alcuni suoi articoli sulla mafia ad Avola e nel siracusano. Sentenza definitiva.
Il 9 dicembre 2020 il giudice monocratico presso il Tribunale di Ragusa, Laura Ghidotti, ha condannato per insulti e minacce Maria Concetta Ventura, figlia di Giambattista ‘Titta’ Ventura, il reggente del clan Ventura. Tre mesi di carcere per aver diffamato, offeso e aggredito il vicedirettore dell'Agi, affermando che negli articoli ci fossero scritte stupidaggini, che la mafia non esistesse e che il giornalista dovesse smetterla di scrivere e farsi i fatti suoi.
Il 23 giugno 2021 il Presidente del collegio penale del Tribunale di Ragusa, Vincenzo Panebianco, ha condannato il boss Venerando Lauretta per diffamazione aggravata nei confronti di Paolo Borrometi.
Il 26 giugno 2021 la Corte d'Appello di Reggio Calabria ha confermato la condanna di primo grado nei confronti di Damiana Brandimarte, per avere diffamato il giornalista Paolo Borrometi, a seguito dei suoi articoli sulla faida di Gioia Tauro, nel Reggino, tra i Brandimarte, indicati dagli inquirenti come 'ndrina autonoma legata alla cosca Piromalli-Molè, e i Priolo. Damiana Brandimarte è figlia di Michele Brandimarte, ucciso a Vittoria (Ragusa) il 14 dicembre del 2014. La condanna è definitiva.
Il 9 settembre 2021 il giudice monocratico presso il Tribunale di Ragusa, Maria Rabini, ha condannato il boss Venerando Lauretta, il figlio Riccardo Lauretta, Francesca Luana Campailla e Alessandro Bellante per aver diffamato e aggredito il giornalista Borrometi.
Il 7 febbraio 2022 il Tribunale di Ragusa (Giudice Gaetano Dimartino) ha condannato Martina Favata, nipote del capomafia Giambattista Ventura, per le reiterate minacce di morte a seguito di articoli d'inchiesta giornalistica sul clan Ventura.
Il 6 aprile 2022 il Tribunale di Ragusa (Giudice Francesca Aprile) ha condannato per minacce il pregiudicato vittoriese Ivan Lo Monaco per aver minacciato di morte Borrometi a seguito di due articoli d'inchiesta che riguardavano il clan Ventura.
Il 30 maggio 2022 il giudice del Tribunale di Ragusa ha condannato la comisana Cristina Cilenti, giudicata colpevole per diffamazione aggravata nei confronti del giornalista.
Il 31 maggio 2022 i giudici del Tribunale di Ragusa hanno condannato l'avolese Gaetano Tiralongo per diffamazione aggravata e minacce. Il giudice ha considerato non solo il tenore diffamatorio dei messaggi ma che, a scriverli, si sia messa in atto "un'azione da 'branco', tutti contro uno" e che ha riguardato la sfera personale e professionale del giornalista.
Il 17 ottobre 2022 il Tribunale di Ragusa ha condannato Crapula Desirè, figlia del capomafia di Avola Michele, per diffamazione aggravata.
Il 15 dicembre 2022 il Tribunale di Ragusa ha condannato il pluripregiudicato Cammalleri Giuseppe per minacce e diffamazione continuata e aggravata.
Il 19 dicembre 2022 il Tribunale di Ragusa ha condannato Alabiso Roberto per diffamazione aggravata, Giugno Serena e Orlando Vincenzo per minaccia. Sentenza passata in giudicato, quindi definitiva, per le gravi minacce di Orlando.
Il 23 dicembre 2022 il Tribunale di Ragusa ha condannato Ventura Maria Concetta (figlia del reggente dell'omonimo clan di Vittoria), Cammalleri Giuseppe, Giliberto Virginia, Refano Giovanni, Refano Salvatore, Bondì Andrea, Diquattro Emanuela, Cilenti Cristina: tutti per minacce gravi e diffamazione aggravata.
Il 16 gennaio 2023 il Tribunale di Ragusa ha condannato Fasalli Aleandro per diffamazione aggravata e minacce. La sentenza è definitiva.
Il 6 febbraio 2023 il Tribunale di Siracusa ha condannato Spataro Salvatore per diffamazione aggravata.
L'8 aprile 2023 otto persone sono condannate dal tribunale di Ragusa per diffamazione e minacce nei suoi confronti, per fatti che risalgono al 2016. 

## Opere
- Ti amo 1 in più dell'infinito… - Editore “Lombardi Editori” – 2009
- Passaggio a Sud Est - Editore “Lombardi Editori” 2012 con introduzione del Professor Giovanni Antonino Puglisi, Presidente della Commissione Nazionale Italiana per l'UNESCO
- Blu Maya - Editore “Lombardi Editori” – 2013
- Io non Taccio – Editore “Cento Autori” - 2015
- Un morto ogni tanto - Editore "Solferino - Corriere della Sera" – 2018
- La Carta di Assisi. Le parole non sono pietre - San Paolo Edizioni - 2019
- Il sogno di Antonio - Storia di un Ragazzo Europeo (con scritti inediti di Antonio Megalizzi) - Editore "Solferino - Corriere della Sera" - 2019
- Traditori - Come fango e depistaggio hanno segnato la storia italiana - Editore "Solferino - Corriere della Sera" - 2023
- "Siate Rompiscatole" - la storia di Padre Pino Pugliesi raccontata alle ragazze e ai ragazzi - Mondadori - 2023

## Premi e riconoscimenti
- 2014: Premio nazionale di Giornalismo d'Inchiesta "Domenico Calabrò"
- 2014: Premio "scomodo" della Fondazione Caponnetto
- 2015: Premio nazionale "Gerbera Gialla", categoria "Giornalismo d'Inchiesta"[96]
- 2015: Premio Internazionale Mediterraneo della “Fondazione Mediterraneo For Peace” per la Legalità[97]
- 2015: Premio Nazionale Paolo Borsellino con il libro “Io non taccio”[98]
- 2015: Premio Articolo 21 Liberi di...
- 2016: Premio Il Campione (City Angels e Comune di Milano)[99]
- 2016: Premio Biagio Agnes[100][101]
- 2016: Premio Arrigo Benedetti (Città di Barga)[102]
- 2016: Premio Mattarella con il libro "Io non taccio"[103]
- 2016: Premio Carlo Nazzaro[104]
- 2017: Premio Giorgio Ambrosoli[105]
- 2017: Premio Tonino Carino
- 2017: Premio Magna Grecia Awards[106]
- 2017: Premio Nazionale Paolo Borsellino[107]
- 2017: Premio "Schiena dritta" Ordine Nazionale dei Giornalisti
- 2017: Premio "Joe Petrosino[108]"
- 2017: Premio Nazionale Legalità in Campania "Città di Calvi Risorta"[109]
- 2017: Premio Mimmo Beneventano[110]
- 2017: Premio Internazionale "Nassiriya per la Pace”[111]
- 2017: Premio A' Voce d'è Creature[112]
- 2017: Premio nazionale Antonino Caponnetto[113]
- 2018: Premio internazionale "Rocco Chinnici"[114]
- 2018: Premio Ischia Internazionale di Giornalismo[115]
- 2018: Premiolino[116][117]
- 2018: Premio "Carabiniere Marino Fardelli" in memoria dei Caduti della Strage di Ciaculli
- 2018: Premio "Giancarlo Siani, uno di noi"[118]
- 2018: Premio Antiracket Confcommercio Pesaro e Urbino[119]
- 2018: Premio Marcello Torre[120]
- 2019: Premio Mario e Giuseppe Francese[121]
- 2019: Premio FestivaLOVE2019[122]
- 2019: Premio Cimitile con il libro "Un morto ogni tanto"[123]
- 2019: Premio Internazionale "Peter Mackler"[124][125]
- 2020: Premio Antonio Scopelliti[126][127][128]
- 2021: Premio Emanuela Loi[129][130]
- 2021: Premio The May Chidiac Foundation (MCF[131])
- 2022: Premio "Un Giglio per la Pace e la Libertà di Stampa"[132]

## Onorificenze

### Riconoscimenti
- Pegaso della Regione Toscana. Firenze, 29 settembre 2017.
- Cittadinanza onoraria, Comune di Alcamo (TP) Regione Sicilia. Alcamo, 11 novembre 2019.